# ميلان يانكوفيتش (لاعب كرة قدم)
ميلان يانكوفيتش (13 أبريل 1984 بغراديسكا في البوسنة والهرسك - ) هو لاعب كرة قدم بوسني في مركز الوسط. لعب مع نادي سانت بولتن وFC Lokomotiv Mezdra ‏ وSC Austria Lustenau ‏.

## وصلات خارجية
- ميلان يانكوفيتش على موقع قاعدة بيانات كرة القدم.إي يو (الإنجليزية)